# ۱۹۰۶

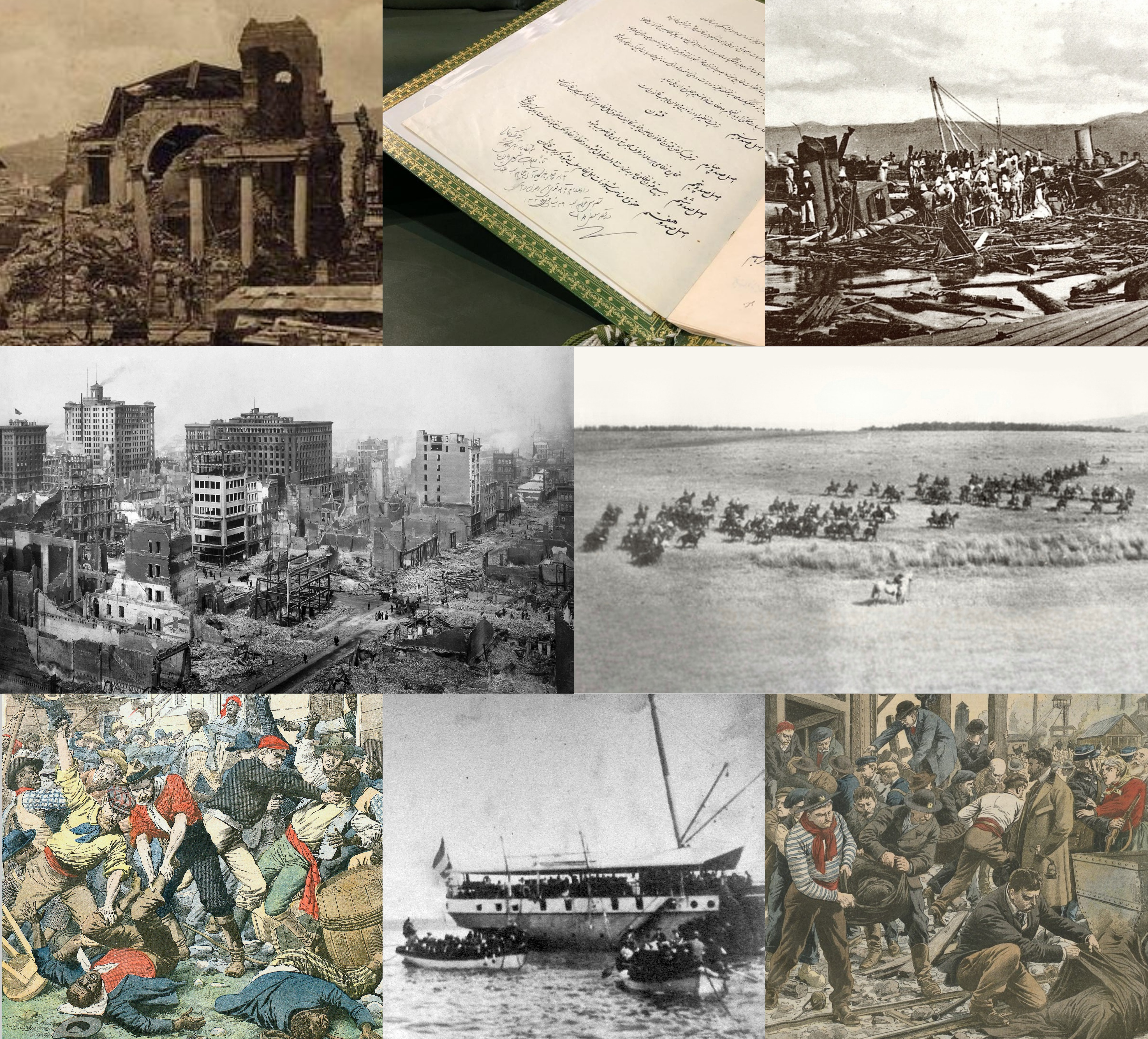

## زادروزها
- ۱۱ ژانویه – آلبرت هوفمان، شیمی‌دان سوئیسی (د. ۲۰۰۸)
- ۱۴ ژانویه – ویلیام بندیکس، بازیگر آمریکایی (د. ۱۹۶۴)
- ۲۲ ژانویه – رابرت هاوارد، نویسنده آمریکایی (د. ۱۹۳۶)
- ۵ فوریه – جان کارادین، بازیگر آمریکایی (د. ۱۹۸۸)
- ۱۶ مارس – فرانسیسکو آیالا (نویسنده)، نویسنده اسپانیایی (د. ۲۰۰۹)
- ۲۵ مارس – ای. جی. پی. تیلور، تاریخ‌نگار بریتانیایی (د. ۱۹۹۰)
- ۳۱ مارس – سین‌ایترو تومونوجا، فیزیک‌دان ژاپنی (د. ۱۹۷۹)
- ۳ مه – مری آستور، بازیگر آمریکایی (د. ۱۹۸۷)
- ۱۹ مه – بروس بنت، بازیگر آمریکایی (د. ۲۰۰۷)
- ۳ ژوئیه – جرج سندرز، بازیگر بریتانیایی (د. ۱۹۷۲)
- ۲۳ ژوئیه – ولادیمیر پریلاگ، شیمی‌دان سوئیسی (د. ۱۹۹۸)
- ۵ اوت – جوان هیکسون، بازیگر بریتانیایی (د. ۱۹۹۸)
- ۳۰ اوت – جوان بلوندل، بازیگر آمریکایی (د. ۱۹۷۹)
- ۲۵ سپتامبر – دمیتری شوستاکوویچ، سیاست‌مدار، طراح رقص، پیانیست، و آهنگساز اهل شوروی (د. ۱۹۷۵)
- ۶ اکتبر – جنت گینور، بازیگر آمریکایی (د. ۱۹۸۴)
- ۱۰ اکتبر – ر.ک. نارایان، نویسنده و سیاست‌مدار هندی (د. ۲۰۰۱)
- ۲۳ اکتبر – گرترود ادرل، شناگر و ورزشکار آمریکایی (د. ۲۰۰۳)
- ۵ نوامبر – فرد لارنس ویپل، ستاره‌شناس آمریکایی (د. ۲۰۰۴)
- ۱۳ نوامبر – هرمیون بادلی، بازیگر بریتانیایی (د. ۱۹۸۶)
- ۱۴ نوامبر – لوئیز بروکس، بازیگر آمریکایی (د. ۱۹۸۵)
- ۱۵ نوامبر – کورتیس له‌می، افسر آمریکایی (د. ۱۹۹۰)
- ۱۶ نوامبر – آنری شاریر، نویسنده فرانسوی (د. ۱۹۷۳)
- ۹ دسامبر – گریس هاپر، افسر، ریاضی‌دان، دانشمند، و دانشمند علوم کامپیوتر آمریکایی (د. ۱۹۹۲)
- ۱۹ دسامبر – لئونید برژنف، سیاست‌مدار اوکراینی (د. ۱۹۸۲)
- ۲۴ دسامبر – جیمز هادلی چیس، نویسنده بریتانیایی (د. ۱۹۸۵)
- ۲۵ دسامبر – ارنست روسکا، فیزیک‌دان آلمانی (د. ۱۹۸۸)
- ۲۷ دسامبر – اسکار لونت، بازیگر و آهنگساز آمریکایی (د. ۱۹۷۲)

## مرگ‌ها
- ۲۹ ژانویه – کریستیان نهم دانمارک، سیاست‌مدار دانمارکی (ز. ۱۸۱۸)
- ۶ آوریل – الکساندر کیلند، نویسنده نروژی (ز. ۱۸۴۹)
- ۵ ژوئن – کارل رابرت ادوارد فن هارتمان، فیلسوف آلمانی (ز. ۱۸۴۲)
- ۱۷ ژوئن – هری نلسون پیلزبری، بازیکن شطرنج آمریکایی (ز. ۱۸۷۲)
- ۲۵ ژوئن – استنفورد وایت، معمار آمریکایی (ز. ۱۸۵۳)
- ۵ سپتامبر – لودویگ بولتسمان، فیزیک‌دان و شیمی‌دان اتریشی (ز. ۱۸۴۴)
- ۲۲ اکتبر – پل سزان، نقاش فرانسوی (ز. ۱۸۳۹)
- ۷ دسامبر – الی دوکامن، ژورنالیست و سیاست‌مدار سوئیسی (ز. ۱۸۳۳)

## جوایز نوبل
- جایزه صلح نوبل -
- جایزه نوبل فیزیک - جوزف جان تامسون برای رسانش الکتریکی گازها
- جایزه نوبل شیمی - هانری مواسان
- جایزه نوبل اقتصاد -
- جایزه نوبل ادبیات - جوسوئه کاردوچی، ایتالیایی
- جایزه نوبل فیزیولوژی و پزشکی -